# Musée Émile-Chénon
Le musée archéologique Émile-Chénon est un musée labellisé musée de France, situé à Châteaumeillant, dans le département du Cher, et consacré tout particulièrement à l'archéologie gauloise et gallo-romaine dont la commune a livré de nombreux témoignages. Le musée est réputé pour son importante collection d'amphores greco-italiques et italiques, et ses objets exceptionnels découverts dans les puits gallo-romains. Il porte le nom d'Émile Chénon, historien et archéologue berrichon.

## Description
Le musée retrace l'histoire de Mediolanum, nom antique de Châteaumeillant, de sa première occupation gauloise jusqu'à l'époque gallo-romaine. Il est installé dans un logis du XIVe – XVIe siècles.

### Présentation générale

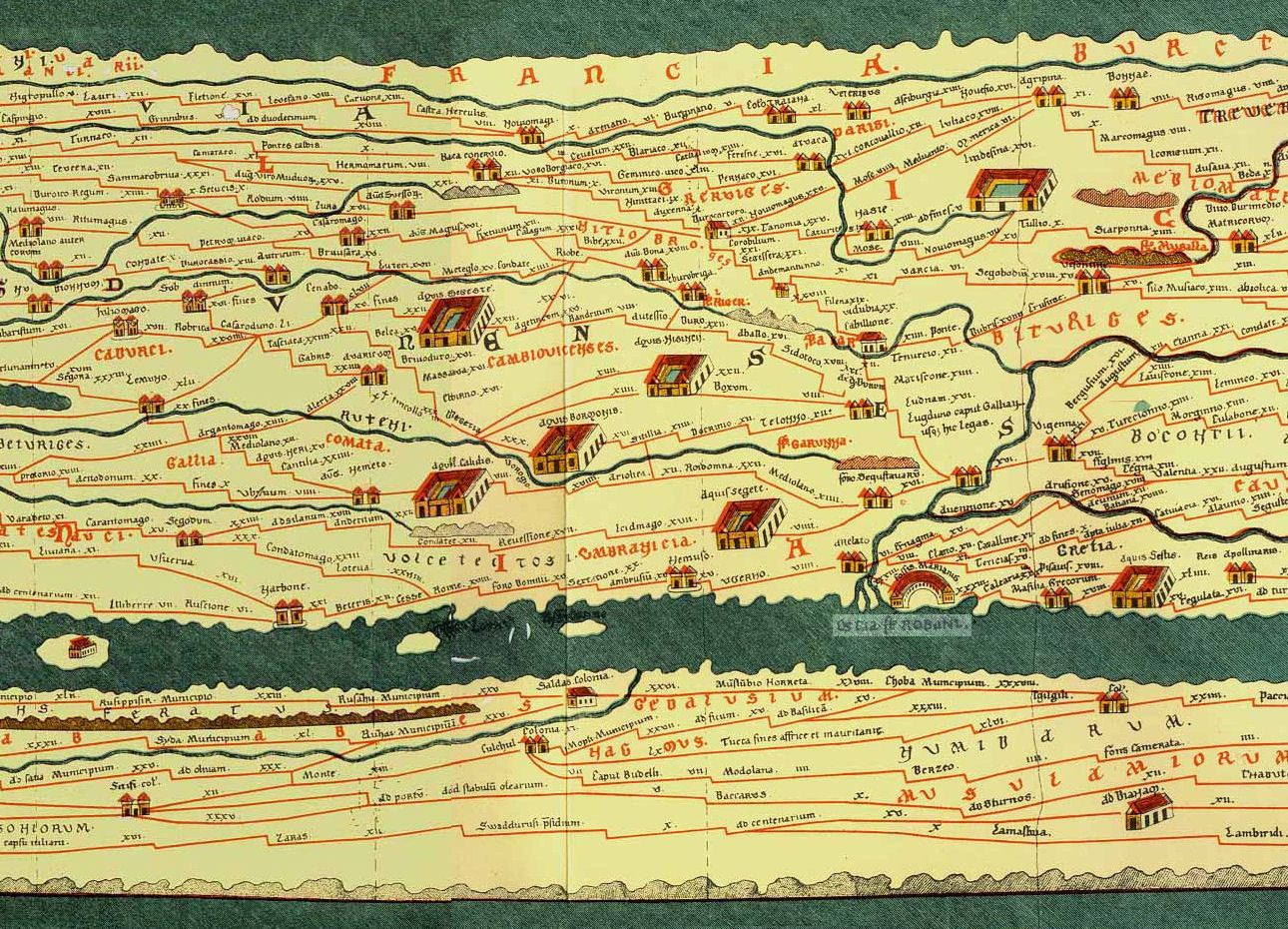
Table de Peutinger (extrait). On trouve le nom de Mediolanum juste en dessous de Argentomagus.

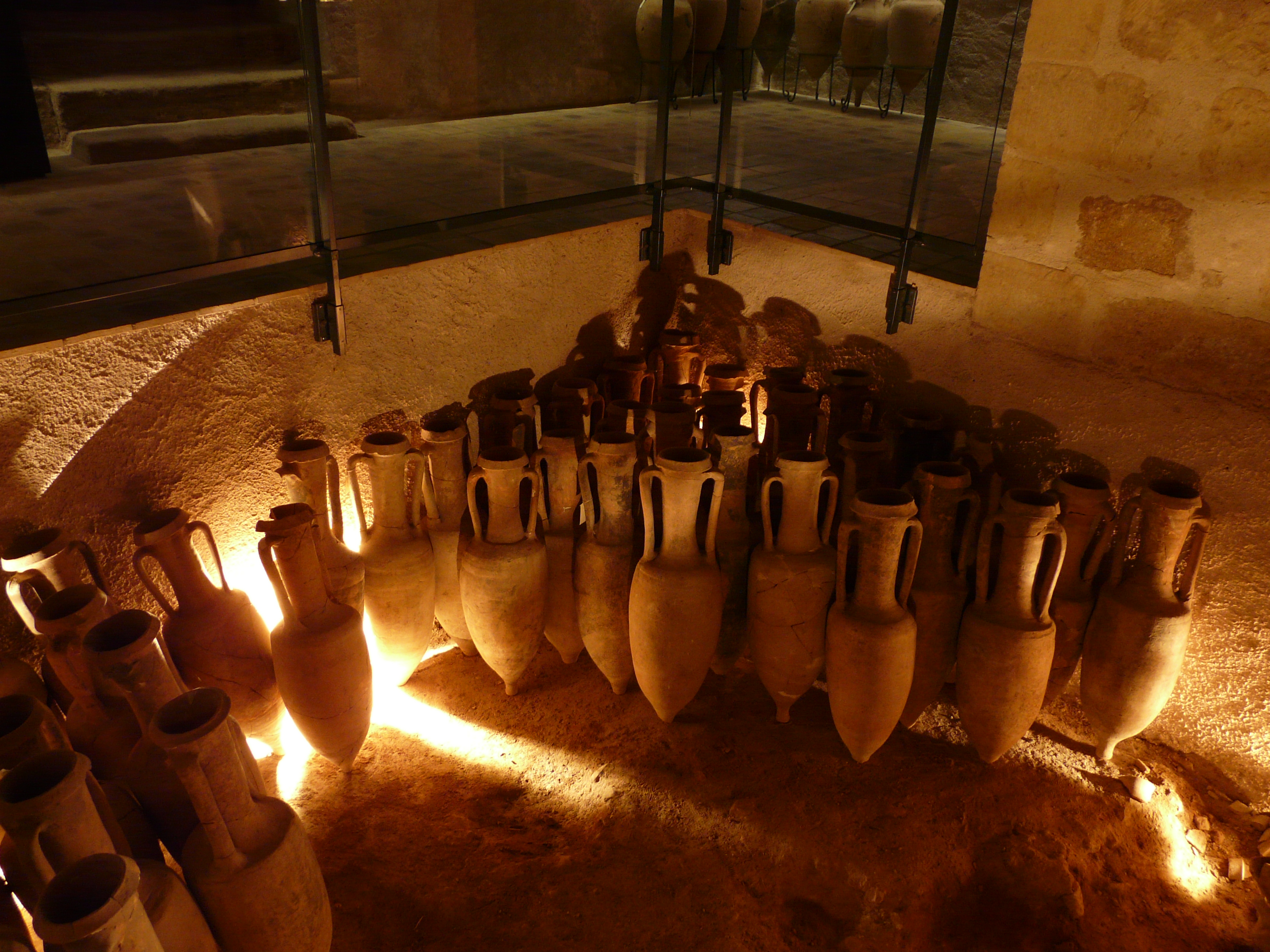
Reconstitution de la cave à amphores Gallerand 1972.

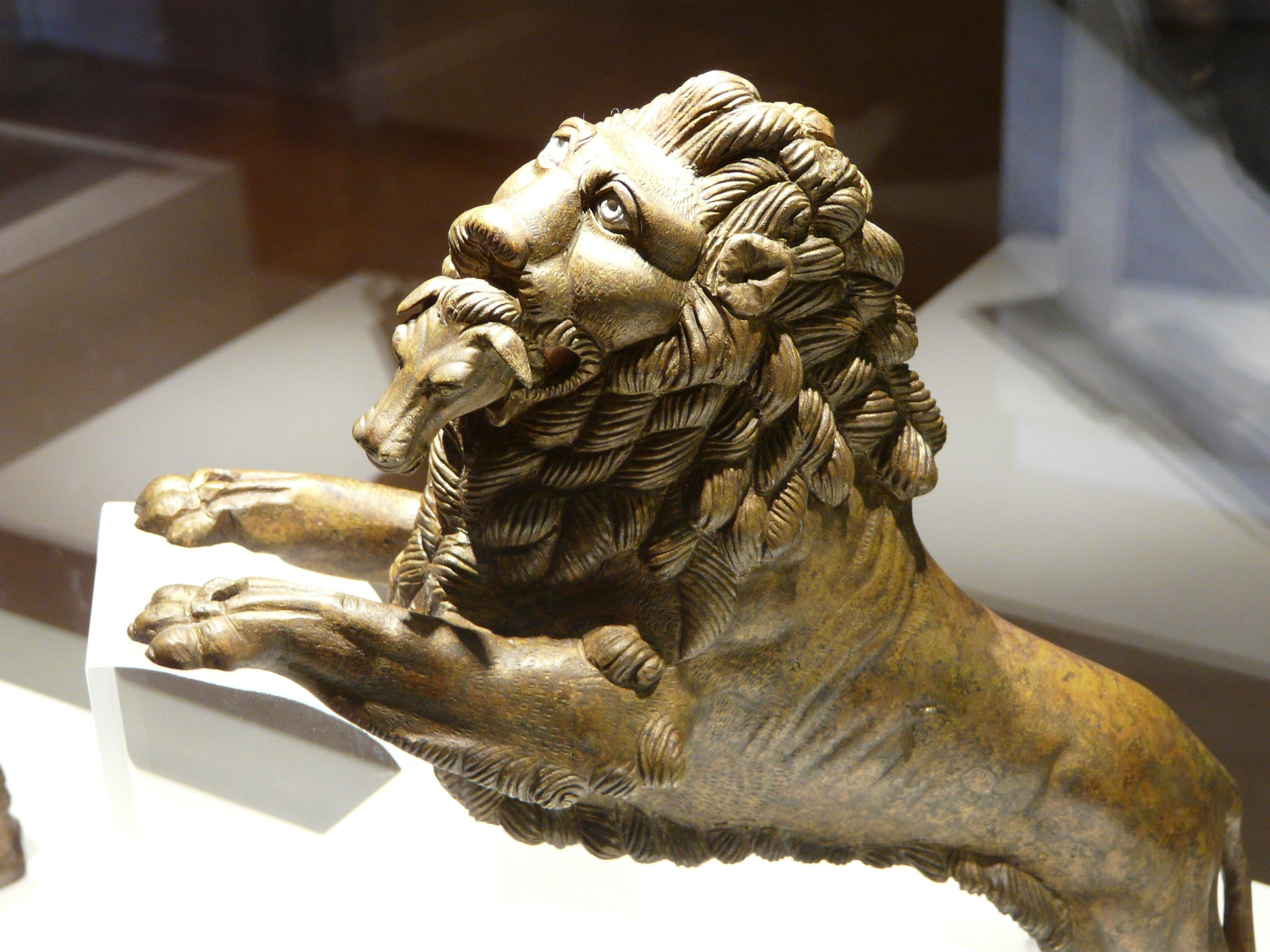
Lion en bronze découvert dans un puits gallo-romain à Châteaumeillant.

Même avant la présence romaine, Châteaumeillant était un important carrefour de transport de marchandises ; à l'époque romaine connue sous le nom de Mediolanum, la commune, qui est située sur les voies romaines de Lyon (Lugdunum) vers Argenton et vers Bourges, servait de lieu de passage, et de nombreux vestiges de cette présence ont été retrouvés. Les poteries sont souvent de fabrication locale. Comme elles étaient, déjà à l'époque, destinées à l'exportation, elles montrent des traces, dans leur style, d'adaptation aux goûts des clients. 
Le musée abrite une importante collection d'amphores de diverses époques, notamment près de 350 amphores italiques découvertes depuis 1956 dans des fosses creusées dans l’oppidum ainsi que des céramiques domestiques régionales. Les fouilles entreprises depuis 2001 sous la direction de Sophie Krausz, de l'université de Bordeaux 3, ont permis d'enrichir considérablement les collections, avec en particulier la découverte d'objets exceptionnels en bronze, en juillet 2012.

### Organisation
Les salles et le parcours muséographique ont été entièrement refaits entre 2014 et 2015 afin d'accueillir le résultat des dernières fouilles faites sur l'oppidum.
L'entrée se fait par le rez-de-jardin. 
La salle de l'histoire des recherches présente les grands archéologues qui ont travaillé à Châteaumeillant. Des coupures de presse évoquent les grandes découvertes faites sur le site entre les années 60 et 70.
La cave aux amphores abrite la reconstitution de la cave découverte dans le jardin Gallerand en 1972. Sont évoqués dans cette salle le parcours des amphores et la mystérieuse présence de nombreuses caves à amphores à Châteaumeillant.
La salle de vidéo projection présente un film relatant les moments clés de l'histoire de Châteaumeillant à la période antique. Une vidéo présentant les salles du musée permet au visiteur à mobilité réduite de compléter sa visite, car certaines salles ne sont accessibles que par des escaliers.
La salle de l'oppidum est consacrée à l'occupation gauloise jusqu'à la guerre des Gaules. Sont expliqués les différents remparts encadrant la ville et son organisation intérieure.
Les salles de la statuaire, de la vie domestique et de l'artisanat permettent au visiteur d'imaginer la vie à Châteaumeillant à l'époque gauloise. 
La salle de l'agglomération gallo-romaine évoque la ville après la conquête et présente les découvertes exceptionnelles faites dans les nombreux puits à eau de la ville.

## Historique
Le musée a été créé en 1961 à l'initiative de l'archéologue Jacques Gourvest (1933-1984), chercheur au CNRS, qui a mené de nombreuses campagnes de fouilles sur l'oppidum de Châteaumeillant. Les premiers objets proviennent de la collection personnelle d'Émile Chénon qui avait réuni, dans son domaine d'Acre, à Néret, un ensemble d'objets dont il a fait don, à  sa mort.
Entre 2012 et 2015, le musée a bénéficié d'une importante rénovation réalisée par l'Atelier d'architecture Catherine Autissier. À cette occasion, l'accueil a été déplacé à l'étage, on y accède par le rez-de-jardin. Un nouveau parcours muséographique a été conçu par Gérard Coulon, conservateur en chef du patrimoine. Ce parcours gravite autour des trois aspects majeurs de la ville antique (les caves à amphores, les remparts successifs et les puits à eau). Des outils de médiation adaptés aux nouvelles générations (vidéo projections, tablettes tactiles, maquettes interactives…) complètent la visite.

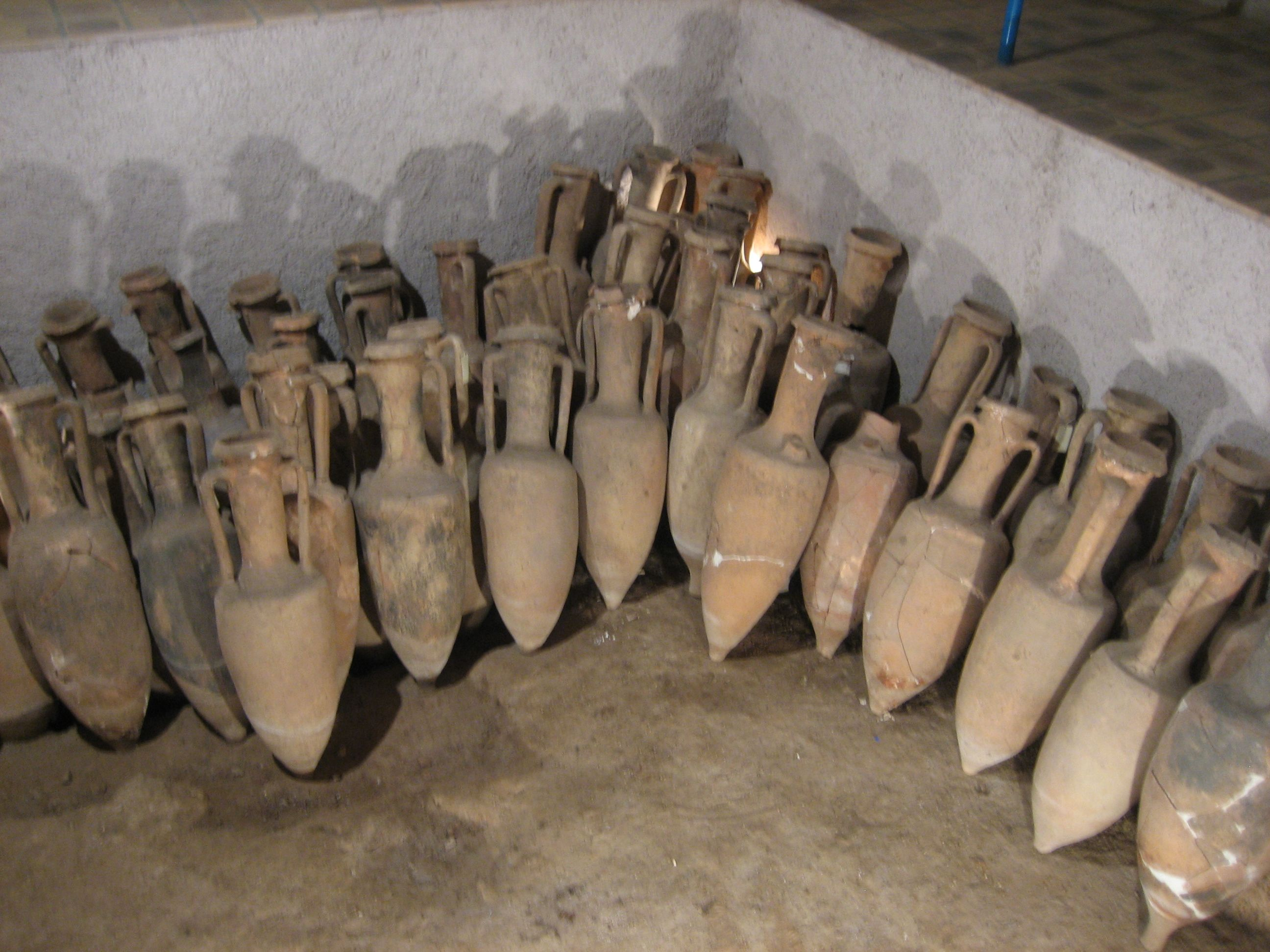
Reconstitution d'une cave à amphore dans le sous-sol du musée.

Les premières fouilles réalisées à Châteaumeillant remontent à la fin du XIXe siècle et au début du XXe siècle. Elles sont réalisées par Émile Chénon, polytechnicien originaire du Berry. Déjà, il fouille de nombreuses caves à amphores et des puits à eau.
Les recherches archéologiques reprennent dans les années 50 sous l'impulsion d'Émile Hugoniot, originaire du territoire de Belfort et conservateur du musée de Saint-Amand-Montrond. À la suite de la découverte de la cave Gallerand en 1956, il fait appel à l'expertise du jeune Jacques Gourvest, archéologue et chercheur au CNRS. À eux deux, ils fouillent de nombreuses caves à amphores. 
Les recherches archéologiques sont arrêtées complètement à la mort de Jacques Gourvest, en 1984. Sophie Krausz est intervenue, d'abord de manière ponctuelle, ensuite de manière systématique, sur le site. Une première intervention, de deux mois en 1997, concernait le diagnostic archéologique par prospections mécaniques, à l'occasion du démarrage des opérations pour la voie de contournement de la ville. Depuis 2001, Sophie Krausz est responsable de la fouille programmée du rempart et de l’habitat de La Tène finale.